# Patellapis kristenseni
Patellapis kristenseni là một loài Hymenoptera trong họ Halictidae. Loài này được Friese mô tả khoa học năm 1915.